# NGC 1261
NGC 1261 ou Caldwell 87 est un amas globulaire situé dans la constellation de l'Horloge à environ 53 500 a.l. (16.4 kpc) du Soleil et à 61 650 a.l. (18,2 kpc) du centre de la Voie lactée. L'astronome écossais James Dunlop l'a découvert en 1826.
Selon le classement Shapley-Sawyer (en), cet amas est de classe II.
Selon une étude publiée en 2011 par J. Boyles et ses collègues, la métallicité de l'amas NGC 1261 est égale à -1,27 et sa masse est égale à 341 000{\displaystyle M_{\odot }}. Dans cette même étude, la distance de l'amas est estimée à environ 16,3 Mpc (∼53,2 millions d'al).
Selon une autre étude publiée en 2010, la métallicité de NGC 1261 est estimée à -1,08 [Fe/H] et son âge à 10,24 milliards d'années.
Une publication parue en 2018 suggère que 1261 serait possiblement l'un des amas globulaires nés de la fusion de la galaxie naine Gaïa-Encelade avec la Voie lactée.

## Galerie

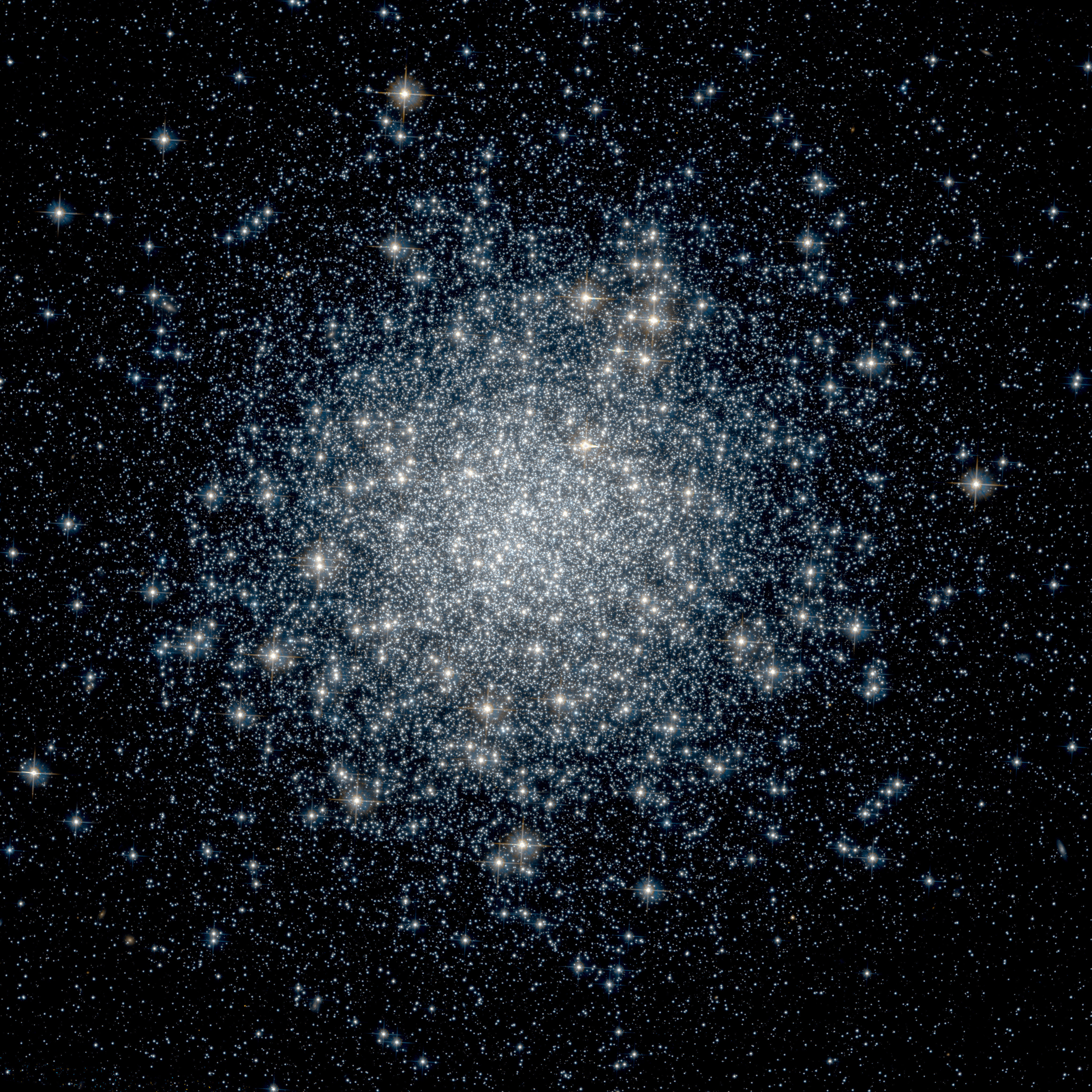
NGC 1261 par le télescope spatial Hubble.
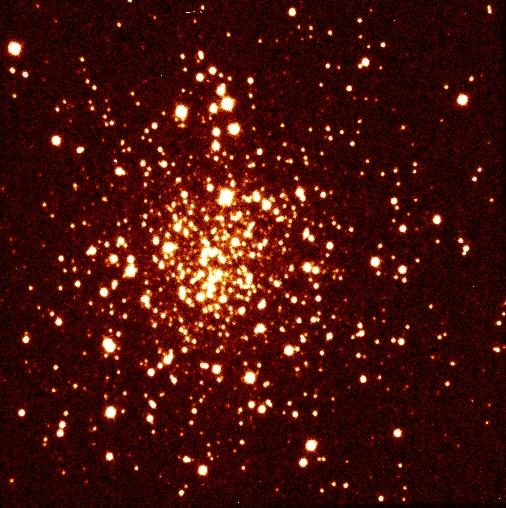
NGC 1261 en infrarouge par le télescope de 3,58 m de l'ESO à l'observatoire de La Silla.